# Храм Священномученика Власия в Старой Конюшенной слободе
Храм священномученика Власия в Старой Конюшенной слободе — приходской храм, принадлежащий к Центральному благочинию Московской городской епархии Русской православной церкви. Находится по адресу Гагаринский переулок, дом 20.

## История
Этот храм известен в XVI в. как приходский в дворцовой Большой Конюшенной слободе. В 1644 году выдано разрешение на пристройку к храму четырех приделов: во имя Преображения Господня, во имя Казанской иконы Божией Матери, во имя Власия Севастийского и во имя Николая Чудотворца. В 1735 году Никольский придел снесли и в 1755 году на его месте возвели новый, во имя Иоанна Воина. С 1812 по 1815 года церковь, пострадавшая при нашествии Наполеона, бездействовала, заново её освятили 2 февраля 1815 года. С 1868 по 1872 год вместо старой трапезной на средства Фёдора Куманина построили новую, он же оплатил покупку посеребрённых Царских врат в иконостасе. В 1880 году иконостас опять обновили, его проект подготовил архитектор Александр Каминский. В 1926 году в правой пристройке освятили придел во имя Серафима Саровского.
Церковь была закрыта и осквернена в 1939 году, в здании храма разместили школьные мастерские. К 1966 году храм сильно обветшал, снесены главы, крыша покрыта не полностью. В 1976 году началась реставрация храма, которая должна была завершиться в 1980 году, но она продолжилась до 1983 года, после чего работы были свёрнуты, так и не доведённые до конца. В 1981 году одну часть построек церкви формально приписали к Художественному фонду РСФСР, вторую к Росконцерту. Росконцерт разместил в здании русский народный ансамбль «Баян», участники которого помогали при проведении реставрационных работ, они же обратились к московской общественности с просьбой о помощи в восстановления храма, после чего к реставрации присоединилось много добровольных помощников.
Храм возвращен Русской православной церкви в 1993 году. Регулярные богослужения проводятся с 7 ноября 1997 года. В феврале 2019 года в храме отпевали актёра Сергея Юрского.

## Престолы
Спаса Преображения,
Священномученика Власия Севастийского,
Казанской иконы Божией Матери

## Святыни
- Иконы священномученика Власия и «Введение во храм Пресвятой Богородицы»[2].
- Чтимое пасхальное яйцо после чудесного обновления изображенного на нем образа явления Пресвятой Богородицы русским войскам в августе 1914 года.